# Jordi Bosch
Jordi Bosch i Bernat, auch Jordi Bosch Bernat oder  Jordi Bosch Bernat-Verí, kastilisch-spanisch Jorge Bosch de Bernat-Veri oder Jorge Bosch y Bernat-Veri, meist verkürzt zu Jordi Bosch [ˈʒɔrdi bɔsk] (* 8. November 1739 in Palma de Mallorca; † 2. Dezember 1800 in Madrid), war ein mallorquinischer Orgelbauer und ab 1779 königlich-spanischer Hoforgelbauer. Er gilt als einer der größten Meister seines Handwerks in der 2. Hälfte des 18. Jahrhunderts.

## Leben
Jordi Bosch war der Sohn des Orgelbauers Mateu Bosch (1709–1751), des Erbauers der Orgel in der Església de Sant Jeroni in Palma de Mallorca (1746) sowie seinerseits Sohn eines Orgel- und Cembalobauers, sowie seiner Mutter Maria Bernat. Er wurde zunächst Schüler seines Vaters und, nach dessen Tod, seines Onkels Pere Josep Bosch. Seine Lehre setzte er – gefördert durch den damaligen Bischof von Mallorca, Francisco Garrido de la Vega – fort bei Leonardo Fernández Dávila in Granada, dessen 1756–1759 begonnene Orgel für die Kapelle des Palacio Real in Madrid er 1772–1778 fertigstellte, womit er sein Werkstattnachfolger wurde.
Bosch wurde 1779 zum königlich-spanischen Hoforgelbauer ernannt – mit der Verpflichtung, nicht nur das von ihm erbaute Instrument zu stimmen, zu warten und zu pflegen, sondern auch eine Orgelbauschule aufzubauen. Im selben Jahr heiratete er María Manuela Lidón, eine jüngere Schwester des königlich-spanischen Hoforganisten José Lidón – seine Frau verstarb jedoch schon ein Jahr später. 1795 wurde Bosch zum Kammerdiener ernannt, trotzdem verstarb er finanziell völlig ruiniert im Haus seines Schwagers José Lidón.
Bosch war Verfasser eines ungedruckten 200-seitigen illustrierten Traktats über Orgelbau, das seit dessen Verkauf in Barcelona 1924 verschollen ist. Er gilt auch als Schöpfer einiger Erfindungen außerhalb des Orgelbaus. Namhafte Schüler Boschs waren Antonio Otín Calvete, Francisco Rodríguez – der 1802 eine der beiden Orgeln in der Iglesia San Juan Bautista in Marchena errichtete – und Gabriel Thomás. Sein Werkstattnachfolger wurde mit Juan Debono ein anderer seiner Schwäger.

## Werk

### Werkliste (Auswahl)
Es werden nur die nach gegenwärtigem Kenntnisstand sicheren Projekte Boschs gelistet sowie zusätzlich eine mögliche Zuschreibung, unabhängig vom jeweiligen Erhaltungsgrad.
- 1764: Binissalem, Parròquia de Santa Maria de Robines. Neubau, Erstlingswerk (1854 umgebaut durch Antonio Portell, erhalten)
- 1765: Palma de Mallorca, Convent de Sant Domingo. Neubau, Prospekt von Fra Albert Barguny[10][11] (1762 Auftragserteilung, 1835 abgerissen, 1837 teilweise wiederaufgebaut durch Guillem Puig in Santanyí, Parròquia de Sant Andreu, teilweise eingelagert ebenda, 1873 und 1888 weitere Teileinbauten durch Julià Munar, 1957 erster Restaurierungsversuch durch Organeria Española S. A., 1978–2002 restauriert und teilrekonstruiert durch Gerhard Grenzing, erhalten)[12][13]

| I Orgue major: Mà esquerra CD–c1 |                    |       |
| 1.                               | Flautat major      | 16′   |
| 2.                               | Flautat            | 8′    |
| 3.                               | Bordó              | 8′    |
| 4.                               | —                  |       |
| 5.                               | Octava II          | 4′    |
| 6.                               | Tapadet            | 4′    |
| 7.                               | Nasards V          | 4′    |
| 8.                               | Ple XXII           | 2 ⁄3′ |
| 9.                               | —                  |       |
| 10.                              | Trompa batalla*    | 8′    |
| 11.                              | Trompa reial       | 8′    |
| 12.                              | Baixons*           | 4′    |
| 13.                              | Clarins en 15*     | 2′    |
| 14.                              | —                  |       |
| 15.                              | Regalies*          | 8′    |
|                                  | * Horizontalzungen |       |

| I Orgue major: Mà dreta cis1–c3 |                    |          |
| 1.                              | Flautat major      | 16′      |
| 2.                              | Flautat            | 8′       |
| 3.                              | Bordó              | 8′       |
| 4.                              | Flautes dobles II  | 8′       |
| 5.                              | Octava III         | 8′+4′+4′ |
| 6.                              | Tapadet            | 4′       |
| 7.                              | Corneta magna X    | 8′       |
| 8.                              | Ple XXV[15]        | 4′       |
| 9.                              | Trompa magna*      | 16′      |
| 10.                             | Trompa batalla*    | 8′       |
| 11.                             | Trompa reial       | 8′       |
| 12.                             | Clarins*           | 8′       |
| 13.                             | Xirimia alta*      | 4′       |
| 14.                             | Dolçaina*          | 16′      |
| 15.                             | Regalies*          | 8′       |
|                                 | * Horizontalzungen |          |

| II Cadireta: Mà esquerra CD–c1 |                                       |       |
| 16.                            | Flautat tapat (ohne Schleifenteilung) | 8′    |
| 17.                            | Octava tapada (ohne Schleifenteilung) | 4′    |
| 18.                            | Nasards III                           | 2 ⁄3′ |
| 19.                            | —                                     |       |
| 20.                            | —                                     |       |
| 21.                            | Saboiana                              | 8′    |

| III Teclat d’ecos CD–c3  |
| noch nicht rekonstruiert |

| II Cadireta: Mà dreta cis1–c3 |                                        |       |
| 16.                           | Flautat tapat (ohne Schleifenteilung)  | 8′    |
| 17.                           | Octava tapada (ohne Schleifenteilung)0 | 4′    |
| 18.                           | Corneta III                            | 2 ⁄3′ |
| 19.                           | Dinovena II                            | 1 ⁄3′ |
| 20.                           | Siurell                                | 2⁄3′  |
| 21.                           | Saboiana                               | 8′    |

| Pedal CDEFGABH |                                                                      |     |
| 22.            | Contres (fest angekoppelt)                                           | 16′ |
| 23.            | Bombarda                                                             | 16′ |
| 24.            | Terratrèmol (über die beiden äußersten0 der 10 Pedaltasten betätigt) | 16′ |
- 1772: Palma de Mallorca, Basilica de Sant Francesc. Neubau, letztes mallorquinisches Werk Boschs vor seinem Wechsel auf die iberische Halbinsel (1771 Erstellung einer Studie, 1956 zerstört, Horizontalzungen erhalten in der Orgel von Gerhard Grenzing ebenda aus dem Jahr 2008)[16]
- 1772–1778: Madrid, Capilla del Palacio Real. Aufbau unter völliger Reorganisation und Erweiterung (1756–1759 erbaut durch Leonardo Fernández Dávila, wegen der Baumaßnahmen am Palast zwischen 1738 und 1764 nicht aufgebaut, 1771 endgültiger Aufbauauftrag an Fernández Dávila, wegen dessen Krankheit und Tod noch im selben Jahr auf ausdrücklichen Wunsch an Bosch übertragen, 1987–1994 restauriert durch Gerhard Grenzing, mit originaler Balganlage erhalten)[17]
- 1777: Málaga, Santa Iglesia Catedral Basílica de la Encarnación. Nicht ausgeführter Plan (Zwillingsorgeln 1778–1783 erbaut durch Julián de la Orden, erhalten)
- 1779–1793: Sevilla, Catedral de Santa María de la Sede. Neubau, größte Orgel des iberischen Spätbarocks (1888 bei einem Erdbeben zerstört)
- 1780: Palma de Mallorca, Convent de la Mare dels Socors (Sant Agustí). Erweiterung um Horizontalzungen (1702–1703 erbaut durch die Gebrüder Damiá und Sebastiá Caymari, 1969–1970 restauriert durch Gerhard Grenzing, erhalten)[18]
- s. d.: Murcia, Santa Iglesia Catedral de Santa María. Neubau (1854 beim großen Kathedralbrand zerstört)
- s. d. – Zuschreibung unsicher: Campos (Mallorca), Església de Sant Francesc de Paula (Convent dels Mínims). Neubau[19] (gegenwärtiges Werk 1823 erbaut durch Gabriel Thomás, erhalten)[20]

### Bauliche und klangliche Besonderheiten
Die kompakteste und kompletteste Übersicht hierzu bietet, wenngleich in englischer Sprache, John Michael Barone. Auf sie wird im Folgenden nur dann explizit verwiesen, wenn das betreffende Merkmal singulär bei ihm gelistet ist.
- Bau der wahrscheinlich ersten Horizontalzungen auf Mallorca[22]
- dabei äußerst reichhaltige Ausstattung insbesondere der Hauptwerke (Orgue major) mit Horizontalzungen[23]
- fächerförmige, zum Teil mehrfach geschweifte Anordnung der Horizontalzungen zu bestmöglicher Raumbeschallung – zu diesem und den beiden vorangehenden Merkmalen vgl. das nachstehende Bild[24]

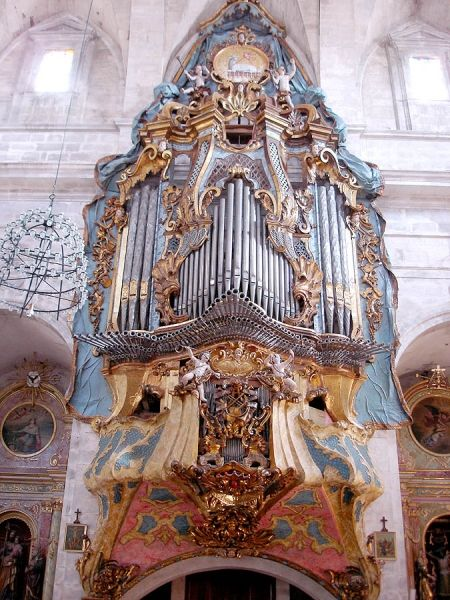
 Prospekt der Jordi-Bosch-Orgel von 1765 in Santanyí, Parròquia de Sant Andreu (vormals in Palma de Mallorca, Convent de Sant Domingo)
- Erfindung von Kornetten aus Zungenstimmen[25]
- Erfindung überblasender Trompeten mit doppelter Becherlänge[26]
- Bau der wahrscheinlich ersten Flautes dobles (eine Art schwebend gestimmter Nachthörner) auf Mallorca[27]
- Erfindung von Soloflöten, welche die Anblastechnik der Querflöte zu imitieren versuchen[28]
- Erfindung von bis zu 25fachen Mixturen und bis zu 10fachen Kornetten oder Nasarden[29]
- Aufbänken der Mixturen, Kornetten und Nasarden auf Holzkonduktenstöcken mit neuartiger Windversorgung[30]
- Anordnen aller innenliegenden Pfeifen auf Höhe des Prospekts, so dass sie direkt in den Raum sprechen können[31]
- hierzu Erfindung sogenannter T-Windladen (über die Vorstufe von L-Windladen[32]), deren vertikaler Ast die Horizontalzungen und deren horizontaler Ast die Prospekt- sowie alle innenliegenden Pfeifen versorgt[33]
- Bau doppelter oder gar dreifacher Windkästen mit hintereinanderliegenden Ventilen zur ausreichenden Windversorgung tiefer Pfeifen insbesondere von mehrchörigen Registern, standardmäßig in der untersten Oktave[34]
- vermutlich Erfindung von Parallelbälgen[35]
- erfolgreiche Suche nach Mitteln und Wegen zum Druckausgleich zwischen Bälgen[36][37]
- Einführung von Vorrichtungen (Handrad mit Kurbelwelle und Pleuelstangen[38] oder großflächige Wippe[39]), durch welche selbst eine Vielzahl von Bälgen durch eine einzige Person aufgezogen werden können
- Weiterentwicklung der mallorquinischen Rückpositive (Cadireta) von zerlegten Prinzipalplena zu kornettartigen Solowerken mit zusätzlichem Regal[40]
- Einführung vollausgebauter schwellbarer Oberwerke als Echo (Teclat d’ecos)[41]
- in der Geschichte des Orgelbaus womöglich erstmalige Verwendung von Expressionsschlitzen zur Stimmung größerer Metalllabialpfeifen[42]
- vorzugsweise Intonation auf halboffenen bis offenen Füßen mit weiten Kernspalten und hohen Aufschnitten bei nur wenigen Kernstichen[43]
- Herstellung und Einsatz von dreischichtigem Sperrholz[44]
- Herstellung besonders dickwandiger Metallpfeifen zur Erhöhung der Haltbarkeit[45]
- häufige Verwendung kunstvoll geschmiedeter Eisenteile[46]
- Disposition von Manualen mit einem Umfang von 56 Tasten statt der auf Mallorca zuvor standardmäßigen 45[47]
- Entwicklung selbstregulierter und geräuschgedämpfter Registertrakturen[48]
- Erfindung von Appellen zum Einführen und Abstoßen fester Registergruppen[49]
- Einführung regulierbarer Manualschiebekoppeln[50]

## Bedeutung
Aus bestimmten Merkmalen schon von Boschs mittleren Werken lässt sich schließen, dass er Kenntnis des von 1766 bis 1778 erschienenen grundlegenden Werks über Orgelbau L’Art du facteur d’orgues des Franzosen François Lamathe Dom Bédos de Celles de Salelles (1709–1779) gehabt haben muss. Viele der im vorigen Abschnitt genannten baulichen und klanglichen Besonderheiten seiner mittleren bis späten Werke finden sich auch bei seinen vorwiegend in Andalusien tätigen Schülern und seinem Werkstattnachfolger Juan Debono wieder. Sein Wirken kann demnach – auch im Vergleich zu den zeitgenössischen Instrumenten in seinem Umfeld – als schulbildend bezeichnet werden.
Zugleich hat Bosch manche insbesondere technischen Besonderheiten des bedeutenden französischen Orgelbauers Aristide Cavaillé-Coll (1811–1899) vorweggenommen. Boschs Orgeln dürften in dessen Familie bereits über seinen Großvater Jean-Pierre Cavaillé (1743–1809) und seinen Vater Dominique-Hyacinthe Cavaillé-Coll (1771–1862) bekannt gewesen sein, die beide zeitweise in Spanien und sogar für das spanische Königshaus arbeiteten. Spätestens lernte Cavaillé-Coll sie jedoch während der Ausführung seiner eigenen Aufträge ebenda kennen. Sein Bruder Vincent Cavaillé-Coll (1808–1886) bewarb sich im Übrigen 1847 als Orgelstimmer für die Bosch-Orgel in der Capilla del Palacio Real zu Madrid.

## Diskografie (Auswahl)
- Die historische Jordi Bosch-Orgel zu Santanyi [sic!] (Mallorca). 1991, Motette CD 11051, CD (Hans-Dieter Möller, Orgel).
- Domenico Scarlatti & Cia. Órgano Bosch del Palacio Real de Madrid. 2013, Lindoro MPC0717, CD (Andrés Cea, Orgel).